# Albert Mwanza Mukombo
Albert Mwanza Mukombo   (Congo Belga, 17 de desembre de 1945 - Kinshasa, 13 d'octubre de 2001) fou un futbolista de la República Democràtica del Congo de la dècada de 1970.
Fou internacional amb la selecció de futbol de la República Democràtica del Congo amb la qual participà a la Copa del Món de futbol de 1974.
Pel que fa a clubs, destacà a TP Mazembe.